# Polypedilum yakubeceum
Polypedilum yakubeceum är en tvåvingeart som beskrevs av Sasa och Suzuki 2000. Polypedilum yakubeceum ingår i släktet Polypedilum och familjen fjädermyggor. Inga underarter finns listade i Catalogue of Life.